# گمینا بیاووگارد
گمینا بیاووگارد (به لهستانی:  Gmina Białogard) یک گمینا در لهستان است که در شهرستان بیاووگارد واقع شده‌است. گمینا بیاووگارد ۳۲۷٫۹۳ کیلومتر مربع مساحت و ۷٬۷۵۸ نفر جمعیت دارد.